# Chillicothe (Ohio)
Chillicothe város az USA Ohio államában, Ross megyében, melynek megyeszékhelye is. Lakosainak száma 22 059 fő (2020. április 1.).

## Népesség
A település népességének változása:
| Lakosok száma | 2426 | 21 796 | 21 901 | 22 059 |
|               | 1820 | 2000   | 2010   | 2020   |